# Vononula
Vononula is een geslacht van hooiwagens uit de familie Cosmetidae.
De wetenschappelijke naam Vononula is voor het eerst geldig gepubliceerd door Roewer in 1947. 

## Soorten
Vononula is monotypisch en omvat slechts de volgende soort:
- Vononula singularis